# Il Fischietto
Il Fischietto fu una rivista satirica fondata a Torino nel 1848 dal disegnatore Lorenzo Pedrone (Icilio) e dal tipografo Giuseppe Cassone, pubblicata, con differenti periodicità, fino al 1916. È considerata la più importante rivista satirica italiana della sua epoca.

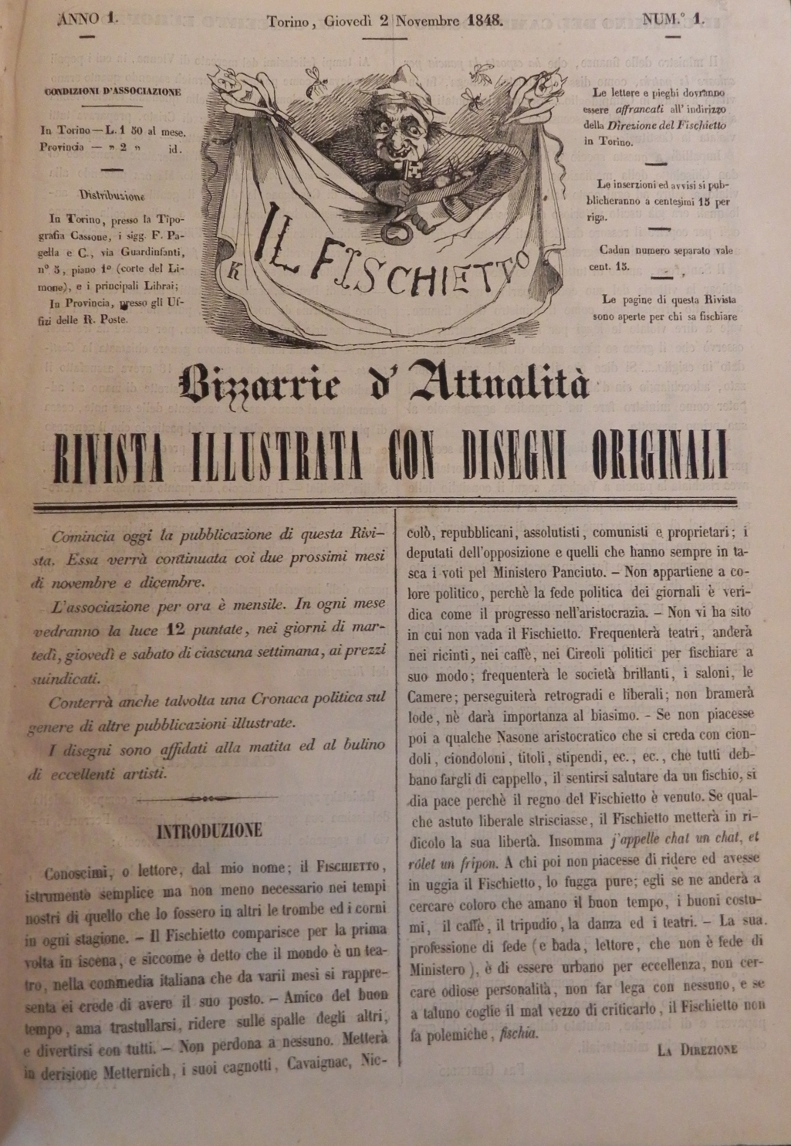
Il primo numero, del novembre 1848

## Storia
Il primo numero uscì il 2 novembre 1848, con il sottotitolo "Bizzarrie d'attualità - Rivista illustrata con disegni originali". Il nome veniva dal proposito di "fischiare su tutte le cose ingiuste", contro i “codini di ogni setta”, contro le limitazioni alle libertà civili, alla libertà di parola e di stampa.
Di fatto la linea seguita era liberale, di sostegno a Cavour, con una vena fortemente antimazziniana e anticlericale, motivo per cui il periodico subì numerosi sequestri e fu bandito nel resto d'Italia. Nel numero 2 apparve forse la più famosa tavola di Icilio, quella intitolata "Guerra al Portafoglio", in cui un gruppo di deputati si contende il potere a calci e pugni.
Inizialmente la periodicità era trisettimanale, nel 1853 divenne quotidiana (salvo la domenica) ma ritornò trisettimanale l'anno successivo. Nel 1870 Il Fischietto assorbì la rivista Il Diavolo.
La rivista raggiunse le 3000 copie di tiratura, grazie alla collaborazione di disegnatori di alto livello come Francesco Redenti (Cesare Vienna), Ippolito Virginio, Puff (pseudonimo di Casimiro Teja), Giulio (pseudonimo dell'esule francese Jules Plattier). Tra gli autori si possono ricordare invece Fra Bonaventura, Fra Cirillo, Fra Folletto, Fra Chichibio, Fra Bartolomeo e Fra Sardella.
Il primo direttore fu il poeta Carlo A-Valle, seguito nel 1854 dallo scrittore Vittorio Bersezio, nel 1855 da Francesco Redenti, e nel 1870 dal caricaturista Camillo Marietti. Successivamente il periodico fu diretto da Arturo Calleri (noto con lo pseudonimo di "Caronte"), che si alternò con Luigi Sapelli (Caramba) e Giorgio Ansaldi (Dalsani).
Cessò le pubblicazioni il 19 luglio 1916. Nel 1923 un tentativo di resuscitare la rivista sotto la direzione di Giovanni Manca non ebbe successo.